# 宝拉·琳·考·霍克
宝拉·琳·考·霍克（英語：Paula Lynn Cao Hok，1985年3月19日—），本姓奥巴娜娜（Obañana），美國菲律賓裔女子羽毛球運動員，2011年5月正式成為美國公民。畢業於馬尼拉De La Salle University。

## 簡歷
2013年8月，宝拉·琳·奥巴娜娜參加中國廣州舉行的世界羽毛球錦標賽，與李意恆出戰女子雙打項目，首圈以2-1擊敗烏克蘭組合晉級，但在第二圈就以0比2（9-21、15-21）不敵4號種子、丹麥的卡米拉·吕特·尤尔/克里斯汀娜·彼德森出局。

## 主要比賽成績
只列出曾進入準決賽的國際賽事成績：
| 年份   | 賽事                         | 公開賽級別 | 項目     | 拍檔              | 成績   |
| ------ | ---------------------------- | ---------- | -------- | ----------------- | ------ |
| 2009年 | 邁阿密羽毛球國際賽           | 未來系列賽 | 女子雙打 | 倫嘉儀            | 冠軍   |
| 2009年 | 邁阿密羽毛球國際賽           | 未來系列賽 | 混合雙打 | Minh Quang Nguyen | 準決賽 |
| 2010年 | 巴西羽毛球國際賽             | 國際挑戰賽 | 女子雙打 | 李意恒            | 冠軍   |
| 2010年 | 巴西羽毛球國際賽             | 國際挑戰賽 | 混合雙打 | Nicholas Jinadasa | 準決賽 |
| 2011年 | 巴西羽毛球國際賽             | 國際挑戰賽 | 女子雙打 | 李意恒            | 冠軍   |
| 2011年 | 泛美運動會羽毛球比賽         | 其他       | 女子雙打 | 李意恒            | 銅牌   |
| 2011年 | 泛美運動會羽毛球比賽         | 其他       | 混合雙打 | 白国豪            | 銅牌   |
| 2011年 | 挪威羽毛球國際賽             | 國際挑戰賽 | 女子雙打 | 李意恒            | 冠軍   |
| 2011年 | 蘇格蘭羽毛球國際賽           | 國際挑戰賽 | 女子雙打 | 李意恒            | 準決賽 |
| 2011年 | 加拿大羽毛球國際挑戰賽       | 國際挑戰賽 | 女子雙打 | 李意恒            | 準決賽 |
| 2012年 | 瑞典斯德哥爾摩羽毛球國際賽   | 國際挑戰賽 | 女子雙打 | 李意恒            | 亞軍   |
| 2012年 | 奧地利羽毛球國際挑戰賽       | 國際挑戰賽 | 女子雙打 | 李意恒            | 亞軍   |
| 2012年 | 波蘭羽毛球國際賽             | 國際挑戰賽 | 女子雙打 | 李意恒            | 亞軍   |
| 2012年 | 芬蘭羽毛球公開賽             | 國際挑戰賽 | 女子雙打 | 李意恒            | 準決賽 |
| 2012年 | 大溪地羽毛球國際挑戰賽       | 國際挑戰賽 | 女子雙打 | 李意恒            | 冠軍   |
| 2013年 | 加拿大羽毛球國際挑戰賽       | 國際挑戰賽 | 女子雙打 | 李意恒            | 冠軍   |
| 2013年 | 保加利亞羽毛球國際賽         | 國際挑戰賽 | 女子雙打 | 李意恒            | 亞軍   |
| 2013年 | 泛美洲羽毛球錦標賽           | 其他       | 混合團體 | －                | 亞軍   |
| 2013年 | 泛美洲羽毛球錦標賽           | 其他       | 女子雙打 | 李意恒            | 冠軍   |
| 2013年 | 愛爾蘭羽毛球公開賽           | 國際挑戰賽 | 女子雙打 | 李意恒            | 準決賽 |
| 2014年 | 秘魯羽毛球國際賽             | 國際挑戰賽 | 女子雙打 | 李意恒            | 冠軍   |
| 2014年 | 西班牙羽毛球公開賽           | 國際挑戰賽 | 女子雙打 | 李意恒            | 準決賽 |
| 2014年 | 巴西羽毛球大獎賽             | 大獎賽     | 女子雙打 | 李意恒            | 準決賽 |
| 2014年 | 危地馬拉羽毛球國際賽         | 國際挑戰賽 | 女子雙打 | 李意恒            | 冠軍   |
| 2014年 | 泛美洲羽毛球錦標賽           | 其他       | 混合團體 | －                | 亞軍   |
| 2014年 | 泛美洲羽毛球錦標賽           | 其他       | 女子雙打 | 李意恒            | 冠軍   |
| 2014年 | 美國羽毛球國際賽             | 國際挑戰賽 | 女子雙打 | 李意恒            | 亞軍   |
| 2014年 | 美國羽毛球大獎賽             | 大獎賽     | 女子雙打 | 李意恒            | 亞軍   |
| 2015年 | 泛美運動會羽毛球比賽         | 其他       | 女子雙打 | 李意恒            | 金牌   |
| 2015年 | 危地馬拉羽毛球國際賽         | 國際挑戰賽 | 女子雙打 | 李意恒            | 亞軍   |
| 2015年 | 雪梨羽毛球國際賽             | 國際挑戰賽 | 女子雙打 | 李意恒            | 準決賽 |
| 2015年 | 保加利亞羽毛球國際賽         | 國際挑戰賽 | 女子雙打 | 李意恒            | 亞軍   |
| 2015年 | 智利羽毛球國際挑戰賽         | 國際挑戰賽 | 女子雙打 | 李意恒            | 冠軍   |
| 2015年 | 巴林羽毛球國際挑戰賽         | 國際挑戰賽 | 女子雙打 | 李意恒            | 準決賽 |
| 2015年 | 巴西羽毛球大獎賽             | 大獎賽     | 女子雙打 | 李意恒            | 準決賽 |
| 2016年 | 奧地利羽毛球公開賽           | 國際挑戰賽 | 女子雙打 | 李意恒            | 亞軍   |
| 2016年 | 秘魯羽毛球國際賽             | 國際挑戰賽 | 女子雙打 | 李意恒            | 準決賽 |
| 2016年 | 大溪地羽毛球國際挑戰賽       | 國際挑戰賽 | 女子雙打 | 李意恒            | 亞軍   |
| 2016年 | 美國羽毛球黃金大獎賽         | 黃金大獎賽 | 女子雙打 | 李意恒            | 準決賽 |
| 2016年 | 美國羽毛球國際挑戰賽         | 國際挑戰賽 | 女子雙打 | 李意恒            | 亞軍   |
| 2018年 | 美國羽毛球國際挑戰賽         | 國際挑戰賽 | 女子雙打 | 李意恒            | 準決賽 |
| 2018年 | 美國羽毛球國際挑戰賽         | 國際挑戰賽 | 混合雙打 | 舒之顥            | 準決賽 |
| 2019年 | 烏干達羽毛球國際賽           | 國際系列賽 | 混合雙打 | 舒之顥            | 冠軍   |
| 2019年 | 毛里裘斯羽毛球國際賽         | 國際系列賽 | 混合雙打 | 舒之顥            | 亞軍   |
| 2019年 | 秘魯羽毛球國際賽             | 國際系列賽 | 混合雙打 | 舒之顥            | 冠軍   |
| 2019年 | 貝寧羽毛球國際賽             | 國際系列賽 | 混合雙打 | 舒之顥            | 冠軍   |
| 2019年 | 科特迪瓦羽毛球國際賽         | 國際系列賽 | 混合雙打 | 舒之顥            | 冠軍   |
| 2019年 | 泛美運動會羽毛球比賽         | 其他       | 混合雙打 | 舒之顥            | 銅牌   |
| 2019年 | 加勒比地區羽毛球聯合會國際賽 | 國際系列賽 | 混合雙打 | 舒之顥            | 亞軍   |
| 2022年 | 秘魯羽毛球國際賽             | 國際挑戰賽 | 女子雙打 | 勞倫·林           | 冠軍   |
| 2022年 | 墨西哥羽毛球國際賽           | 國際系列賽 | 女子雙打 | 勞倫·林           | 亞軍   |
| 2022年 | 薩爾瓦多羽毛球國際賽         | 國際系列賽 | 女子雙打 | 勞倫·林           | 冠軍   |
| 2023年 | 愛沙尼亞羽毛球國際賽         | 國際系列賽 | 女子雙打 | 勞倫·林           | 冠軍   |
| 2023年 | 斯洛文尼亞羽毛球公開賽       | 國際挑戰賽 | 女子雙打 | 勞倫·林           | 準決賽 |
| 2023年 | 丹麥羽毛球大師賽             | 國際挑戰賽 | 女子雙打 | 勞倫·林           | 準決賽 |
| 2023年 | 南特羽毛球國際挑戰賽         | 國際挑戰賽 | 女子雙打 | 勞倫·林           | 準決賽 |
| 2023年 | 蒙古國羽毛球國際挑戰賽       | 國際挑戰賽 | 女子雙打 | 勞倫·林           | 準決賽 |
| 2023年 | 拉各斯羽毛球國際經典賽       | 國際挑戰賽 | 女子雙打 | 勞倫·林           | 亞軍   |
| 2024年 | 斯里蘭卡羽毛球國際挑戰賽     | 國際挑戰賽 | 女子雙打 | 勞倫·林           | 準決賽 |
| 2024年 | 烏干達羽毛球國際挑戰賽       | 國際挑戰賽 | 女子雙打 | 勞倫·林           | 冠軍   |

| 2007-2017年 | 首要超級賽 | 超級賽 | 黃金大獎賽 | 大獎賽 | 國際挑戰賽 | 國際系列賽 | 未來系列賽 | 其他 |

| 2018-2026年 | 總決賽 | 超級1000賽 | 超級750賽 | 超級500賽 | 超級300賽 | 超級100賽 | 國際挑戰賽 | 國際系列賽 | 未來系列賽 | 其他 |

### 奧運會和世錦賽參賽紀錄
|          | 搭檔   | 2011 | 2012 | 2013 | 2014 | 2015 | 2016       | 2017 |
| -------- | ------ | ---- | ---- | ---- | ---- | ---- | ---------- | ---- |
| 女子雙打 | 李意恒 | 48強 | －   | 32強 | 48強 | 48強 | 小組第四名 | 48強 |